# 일년에 열두남자
《일년에 열두남자》는 2012년 2월 15일부터 2012년 4월 5일까지 한 tvN의 텔레비전 드라마이다.

## 소개
별자리가 운명을 결정짓는다고 믿으며 살아가는 29살 여기자 미루가 우연히 별자리 연애 칼럼을 쓰게 되면서, 열 두 별자리의 남자와 아슬아슬한 연애를 펼치는 이야기를 담은 로맨틱 코미디 드라마이다.

## 등장 인물

### 주요 인물
- 윤진서 : 나미루 역
- 고준희 : 박탄야 역
- 온주완 : 차진오 역
- 배그린 : 오해라 역
- 이용우 : 이준 역

### 그 외 인물
- 줄리엔 강 : 알렉스 역
- 박상면 : 동건 역
- 김광수 : 시후 역
- 김진우 : 원빈 역
- 김정민 : 구 전무 역
- 최현우 : 마술사 이수 역
- 성제 : 관우 역
- 박지우 : 이강수 역
- 박지일 : 찬성 역
- 최수린 : 미쉘 장 역
- 김세현 : 조현우 역
- 양금석 : 오연순 역
- 이다연 : 윤수석 역
- 박하나

## 에피소드 목록
| 회차 | 방송일          |
| ---- | --------------- |
| E01  | 2012년 2월 15일 |
| E02  | 2012년 2월 16일 |
| E03  | 2012년 2월 22일 |
| E04  | 2012년 2월 23일 |
| E05  | 2012년 2월 29일 |
| E06  | 2012년 3월 1일  |
| E07  | 2012년 3월 7일  |
| E08  | 2012년 3월 8일  |
| E09  | 2012년 3월 14일 |
| E10  | 2012년 3월 15일 |
| E11  | 2012년 3월 21일 |
| E12  | 2012년 3월 22일 |
| E13  | 2012년 3월 28일 |
| E14  | 2012년 3월 29일 |
| E15  | 2012년 4월 4일  |
| E16  | 2012년 4월 5일  |